# 石村和彦
石村 和彦（いしむら かずひこ、1954年9月18日 - ）は、日本の実業家。旭硝子（現・AGC）株式会社 代表取締役 兼 社長執行役員 CEOや、日本ソーダ工業会会長などを務めた。ベルギー王国王冠勲章コマンドール章受章。

## 経歴
- 1956年 - 兵庫県生まれ
- 1977年 - 東京大学工学部産業機械工学科卒業
- 1979年 - 東京大学大学院工学系研究科産業機械工学専攻修士課程修了、旭硝子（現・ AGC）株式会社入社
- 1989年 - エンジニアリング部 設備技術研究所 硝子グループリーダー
- 2000年 - 株式会社旭硝子ファインテクノ 社長
- 2004年 - 旭硝子株式会社 関西工場長
- 2006年 - 同社 執行役員 関西工場長→同社 執行役員 エレクトロニクス＆エネルギー事業本部（現・電子カンパニー 電子部材事業本部）長
- 2007年 - 同社 上席執行役員 エレクトロニクス＆エネルギー事業本部長
- 2008年 - 同社 代表取締役 兼 社長執行役員 COO
- 2010年 - 同社 代表取締役 兼 社長執行役員 CEO 兼 グループ戦略室長
- 2012年 - 同社 代表取締役 兼 社長執行役員 CEO
- 2015年 - 同社 代表取締役 兼 会長、TDK株式会社 社外取締役
- 2017年 - 株式会社IHI 社外取締役
- 2018年 - 旭硝子株式会社 取締役 兼 会長、野村ホールディングス株式会社 社外取締役（現任）
- 2020年 - AGC株式会社 取締役、国立研究開発法人産業技術総合研究所理事長（現任）
- 2021年 - 同上 退任
- 2022年 - 株式会社リコー 社外取締役（現任）

## 人物
兵庫県出身。1979年東京大学大学院工学系研究科産業機械工学専攻修士課程修了後、旭硝子（現AGC）入社。2013年から翌年まで代表取締役を務めた田村良明とは、同年入社である。エンジニアリング部設備技術研究所硝子グループリーダー、旭硝子ファインテクノ代表取締役社長を経て、2004年旭硝子関西工場長。2006年執行役員エレクトロニクス&エネルギー事業本部長に昇格。2007年上席執行役員エレクトロニクス＆エネルギー事業本部長。
2008年から旭硝子代表取締役兼社長を務めたが、「新しいリーダーに指揮を委ねるべきと考えた」として2015年1月より会長に就任。2015年TDK取締役。2017年IHI取締役。2018年AGC取締役兼会長、野村ホールディングス取締役。2020年産業技術総合研究所理事長、AGC取締役。2021年、同上退任。日本ソーダ工業会会長、旭硝子財団理事長 なども務めた。ベルギー王国王冠勲章コマンドール章受章。

## テレビ出演
- 日経スペシャル カンブリア宮殿 ガラスの王者！ "難きに挑む"巨大企業の知られざる実力（2014年7月10日、テレビ東京）[10]